# 澳門巴士30X路線
澳門巴士30X路線是由澳巴經營，往返關閘和望德聖母灣的巴士路線。

## 簡介及歷史
- 2016年7月1日，新時代副總經理郭棟昌在澳門日報表示，現向交通事務局申請開通本線，從台山、關閘開出後直接前往氹仔市區，不途經北區。

- 2016年8月29日，為紓緩尖峰時段市民搭乘該路線之需求，交通事務局透過調配30路線的資源新增本線，以跳站形式疏導「李寶椿街」站及「關閘總站」的乘客，從而釋放空間讓澳門半島中途站乘客可以乘搭30路線前往目的地。[1]

- 2017年4月10日起，本線將取道哥英布拉街往氹仔電訊、嘉樂庇總督大橋往皇朝區、北區再返回李寶椿街，取消停靠“廣東大馬路／鴻發”、“氹仔大中華廣場”、“泉裕豪庭”、“湖畔大廈”、“高勵雅馬路”站，新增停靠“氹仔電訊”、“史伯泰／盧廉若”、“蘇利安圓形地”、“亞馬喇前地”、“葡京酒店”、“十月一日前地”、“北京街／假日酒店”、“宋玉生廣場”、“觀音蓮花苑”、“澳門文化中心”、“孫逸仙大馬路／金沙”、“友誼馬路／海港街”站。「驗車中心」站改名為「何賢紳士大馬路」。另外原於周日及公眾假期停駛，調整為周日及強制性假期停駛。 [2][3]

- 2017年9月4日起，因關閘總站遭到來自颱風天鴿的嚴重風暴潮破壞而停用，總站由「李寶椿街」站調整至「關閘廣場」站。[4]

- 2017年12月15日，為加強行車安全及擴大服務範圍，取消停靠“馬場東大馬路”站，新增停靠“勞動節街／中葡職業技術學校”、“黑沙環中街／黑沙環衛生中心”站。

- 2018年2月3日，取消停靠“觀音蓮花苑”站。[5]

- 2018年7月15日，取消停靠「奧林匹克游泳館圓形地」站。

- 2018年7月21日，新增停靠「運動場／賽馬會」站。

- 2018年8月1日，本線改由澳巴經營。

- 2018年9月29日，新增停靠“氹仔中央公園／哥英布拉街”站。[6]

- 2018年10月27日，為明確巴士站位置及讓巴士服務更符合市民出行需要，「廣東大馬路／成都街」站改名為「廣東大馬路／濠尚」。

- 2019年3月16日起，配合土地工務運輸局建造行人天橋工程的推進，暫不停靠「運動場／賽馬會」站。

- 2019年7月27日起，“十月一日前地”站改名為“十月一號前地”。

- 2019年11月23日，恢復停靠“運動場／賽馬會”站。

- 2020年2月7日15:00起，因應新型肺炎疫情持續，為免資源浪費，本線暫停運作，直至另行通知。[7]

- 2020年4月18日起，亞馬喇前地整治土建工程完工，取消停靠「亞馬喇前地」站。

- 2020年6月8日起，因應客量已逐漸回升，本線恢復營運。服務時間調整為星期一至五07:00-09:00，班距10-15分鐘。[8]

- 2021年1月1日起，為配合新巴士合同，本線更新目的地資訊，由「氹仔」改為「望德聖母灣」。

- 2021年1月11日起，本線大規模調整行程，往關閘改行友誼大橋並取消途經葡京酒店及皇朝區一帶，並大規模調整氹仔一帶的走線。取消停靠「廣東大馬路／馬會」、「廣東大馬路／濠尚」、「氹仔中央公園／哥英布拉街」、「氹仔電訊」、「史伯泰／盧廉若」、「蘇利安圓形地」、「葡京酒店」、「十月一號前地」、「北京街／假日酒店」、「宋玉生廣場」、「澳門文化中心」、「孫逸仙大馬路／金沙」、「友誼馬路／海港街」站，新增停靠「氹仔中央公園／成都街」、「廣東大馬路／濠景」、「南新花園」、「華寶花園」、「花城公園」、「海灣花園／海城閣」站。同時服務時間改為星期一至六06:30-10:00、15:00-20:00。[9]

- 2021年2月13日至17日，本線在春節假期期間臨時改為全日班次，服務時間為06:30-20:00，尖峰時段班距為6-10分鐘，離峰時段班距為20分鐘。[10]

- 2021年8月14日起，靠近關閘東側旅遊巴上落客區的“關閘廣場”站更名為“關閘東側上落客區”。[11]

- 2021年11月27日起，為配合站點分流，本線改停靠「排角／銀河」站增設的分流站。[12]

- 2022年7月11日至17日，因實施「全澳相對靜止管理」措施，本線暫停營運。[13]

- 2022年7月18日至22日，因宣佈延長“相對靜止管理”措施，本線維持上述措施。[14]

- 2022年7月23日起，因“相對靜止管理”結束，本線恢復營運。[15]

- 2022年12月3日起，新增停靠“湖畔大廈”站。[16][17][18]

## 本線特色
- 本線曾經是唯一一條往返程均取道不同大橋行駛的巴士路線。

## 使用車輛

### 新時代時期

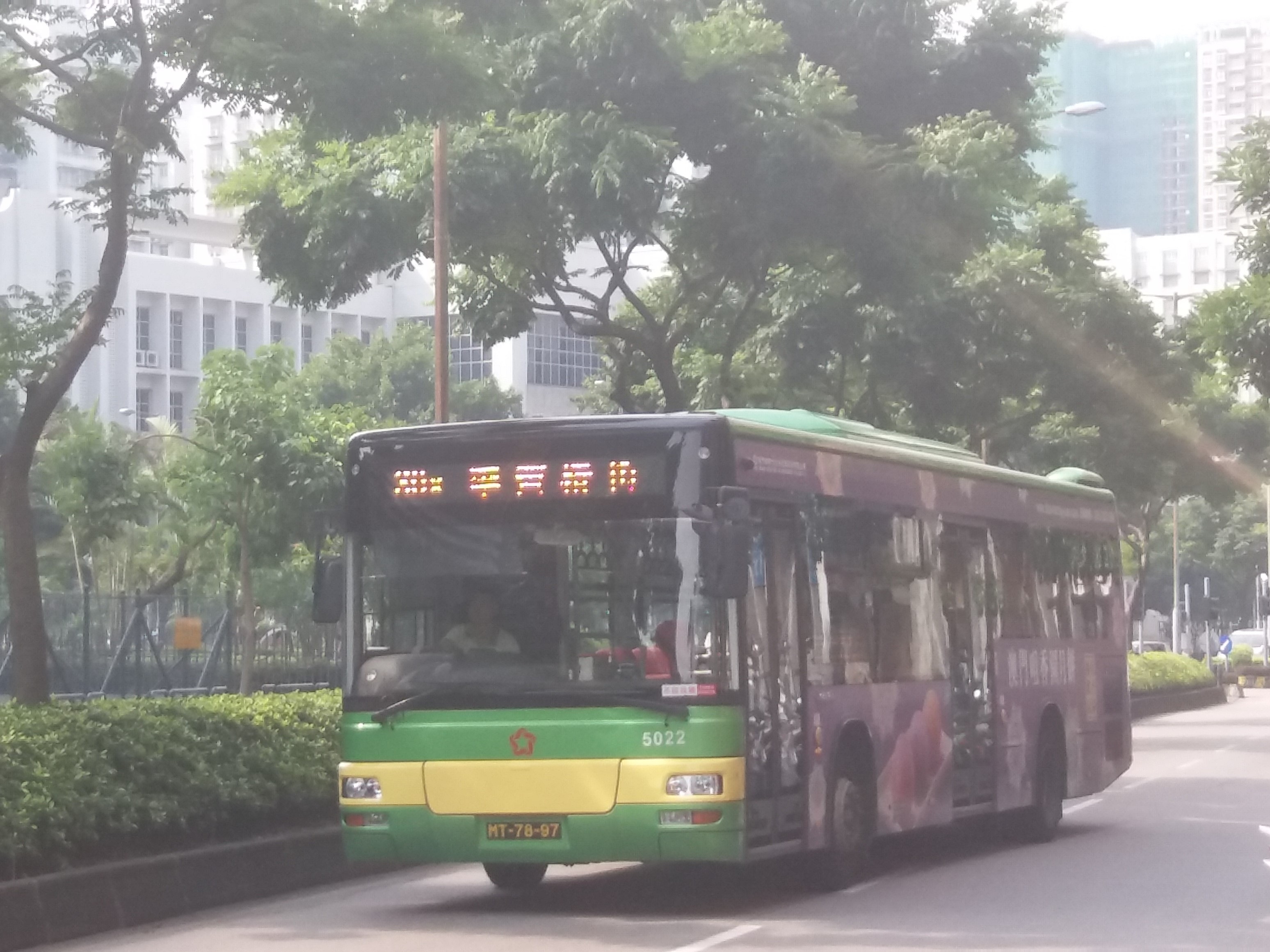
宇通ZK6128HG
- 宇通ZK6118HGE
- 宇通ZK6115HG1
- 宇通ZK6105HG

### 澳巴時期
2022年2月28日前：

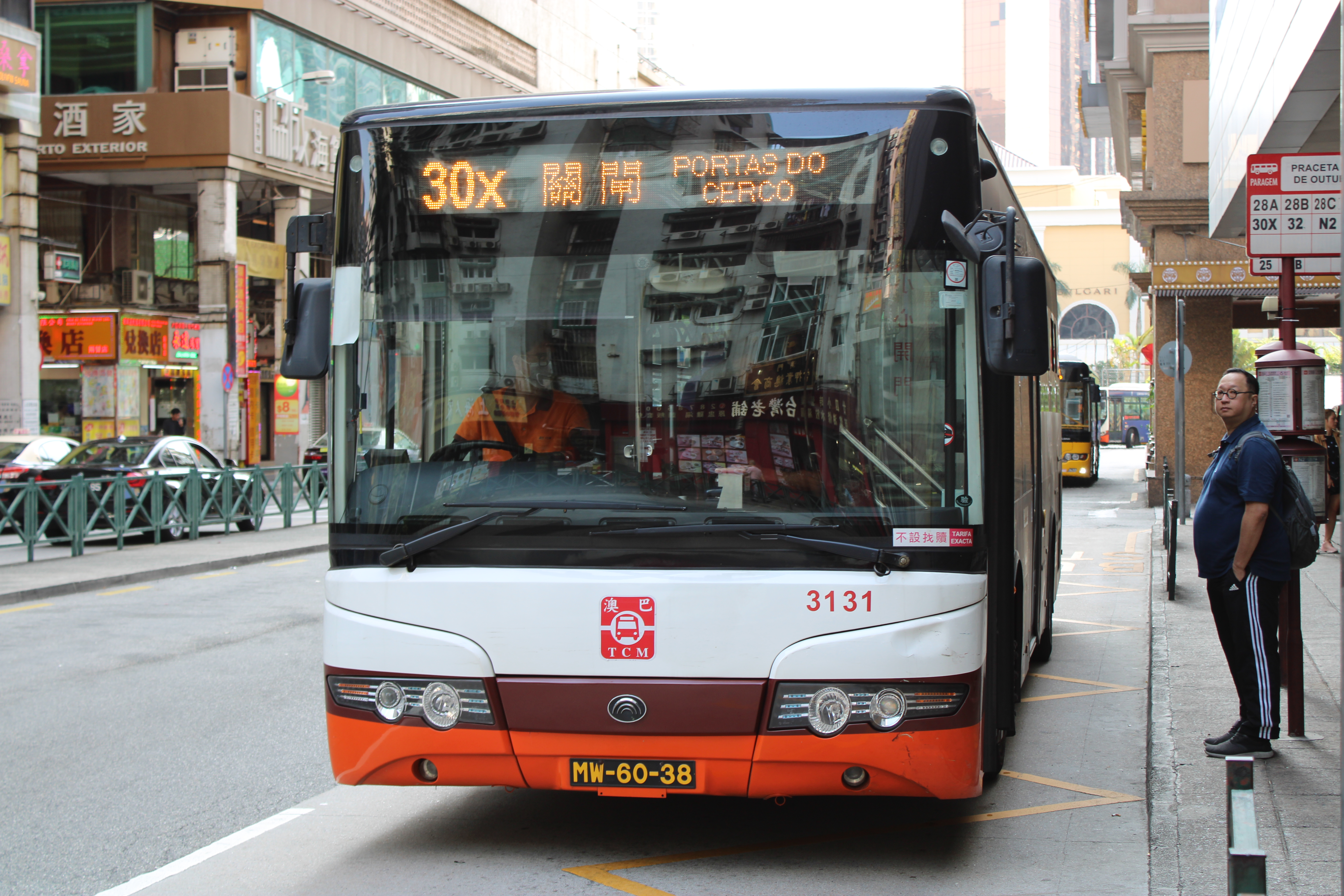
宇通ZK6118HGE
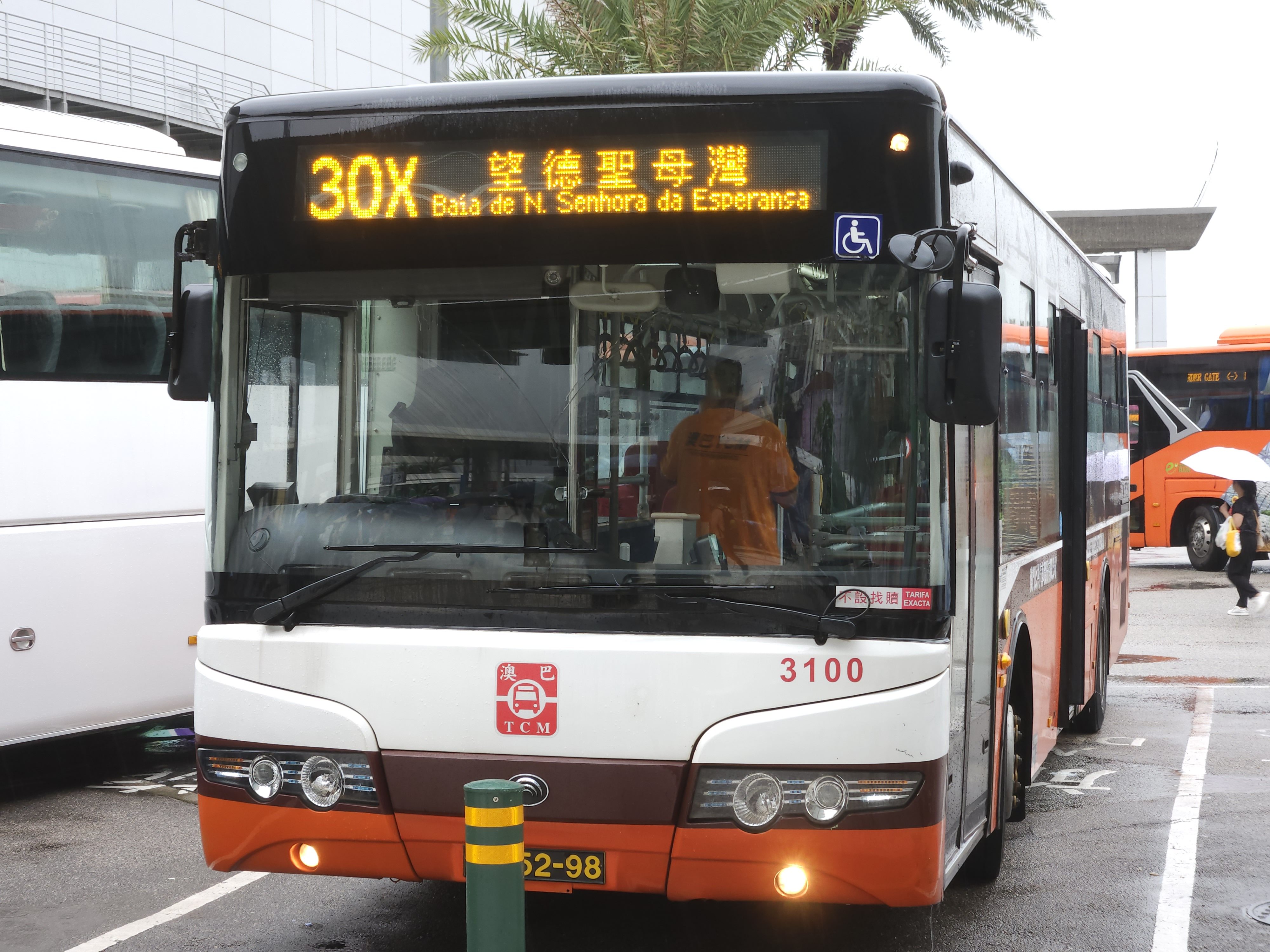
宇通ZK6115HG1
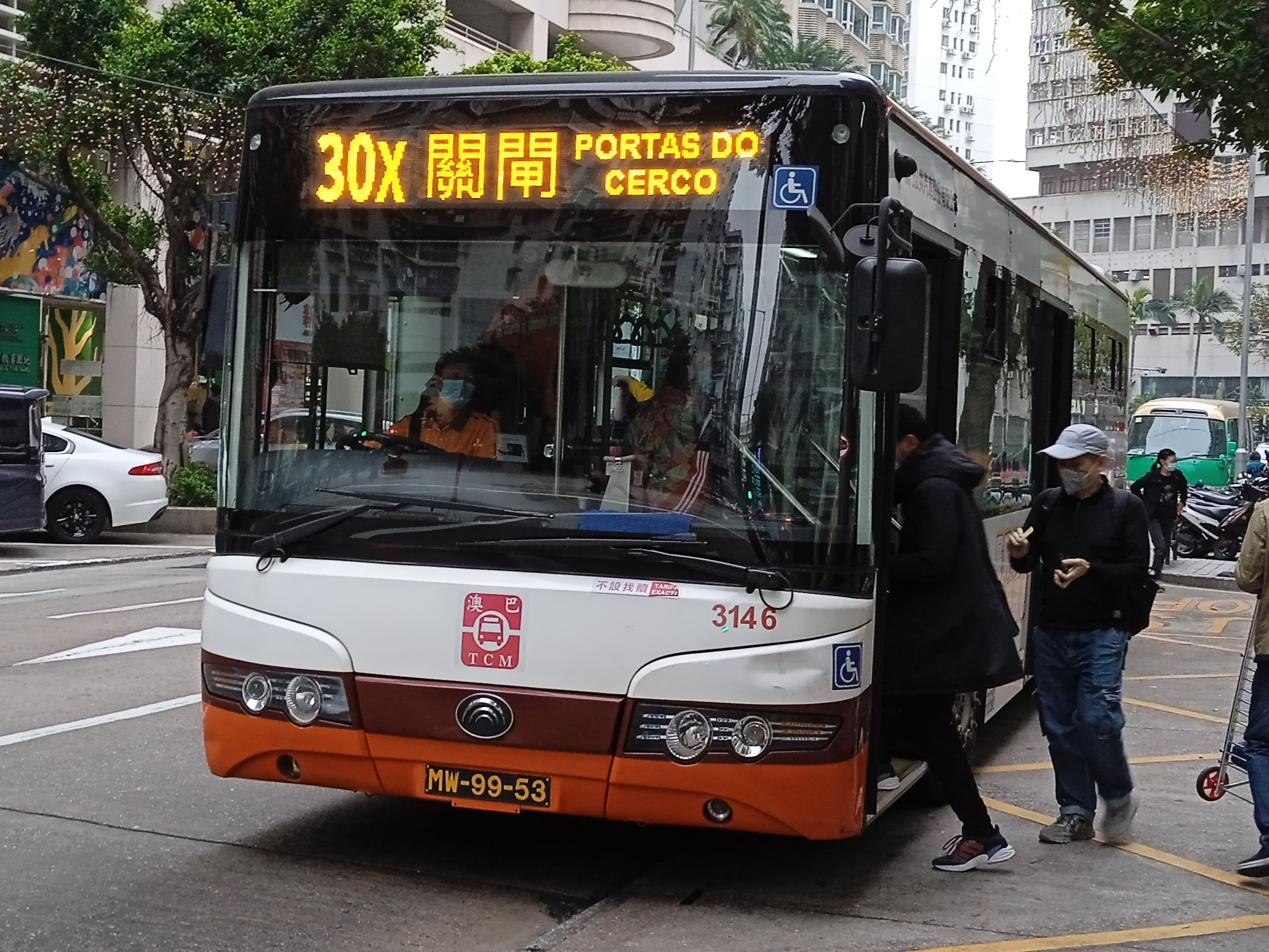
宇通ZK6105HG
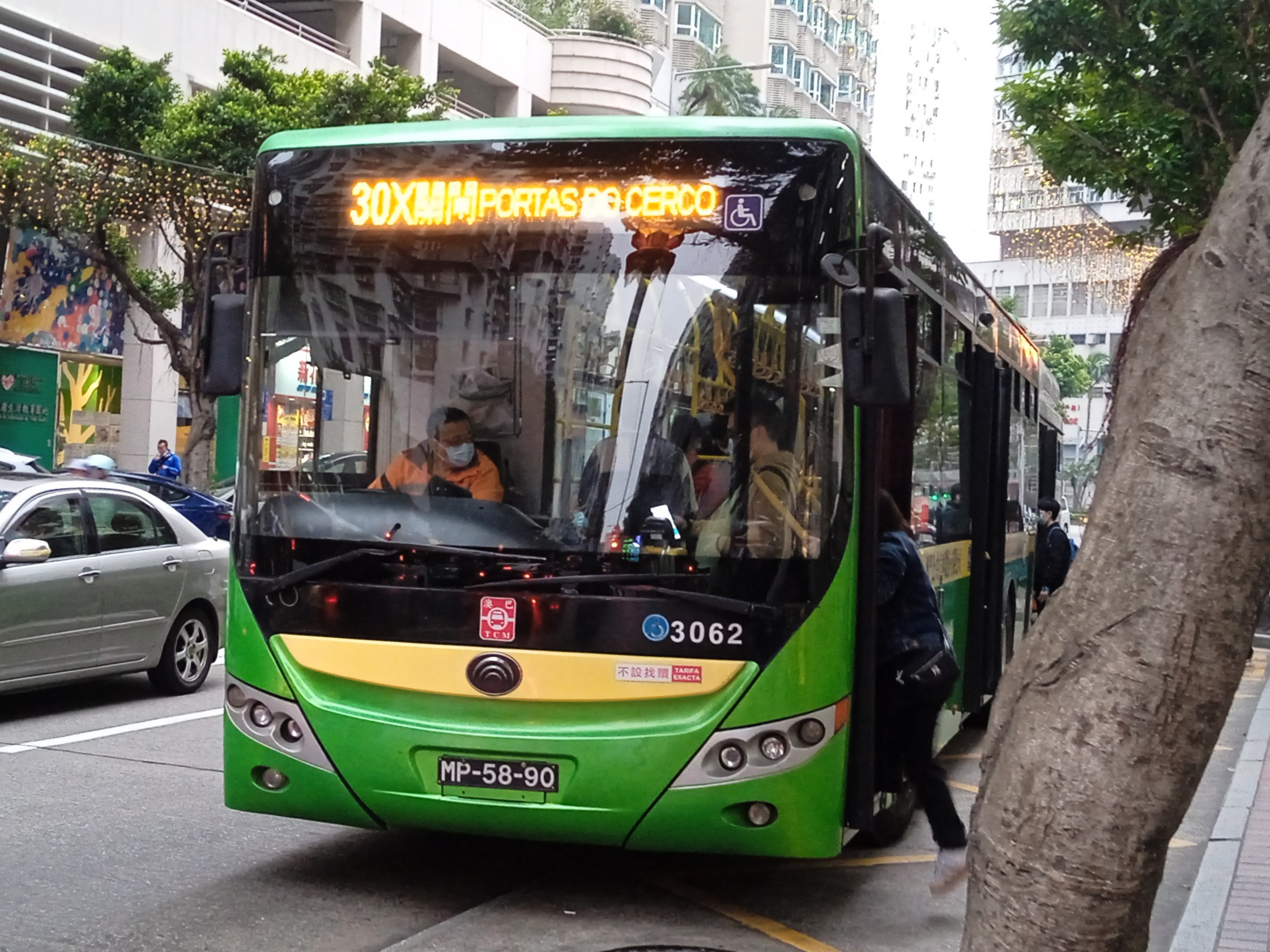
宇通ZK6118HGE
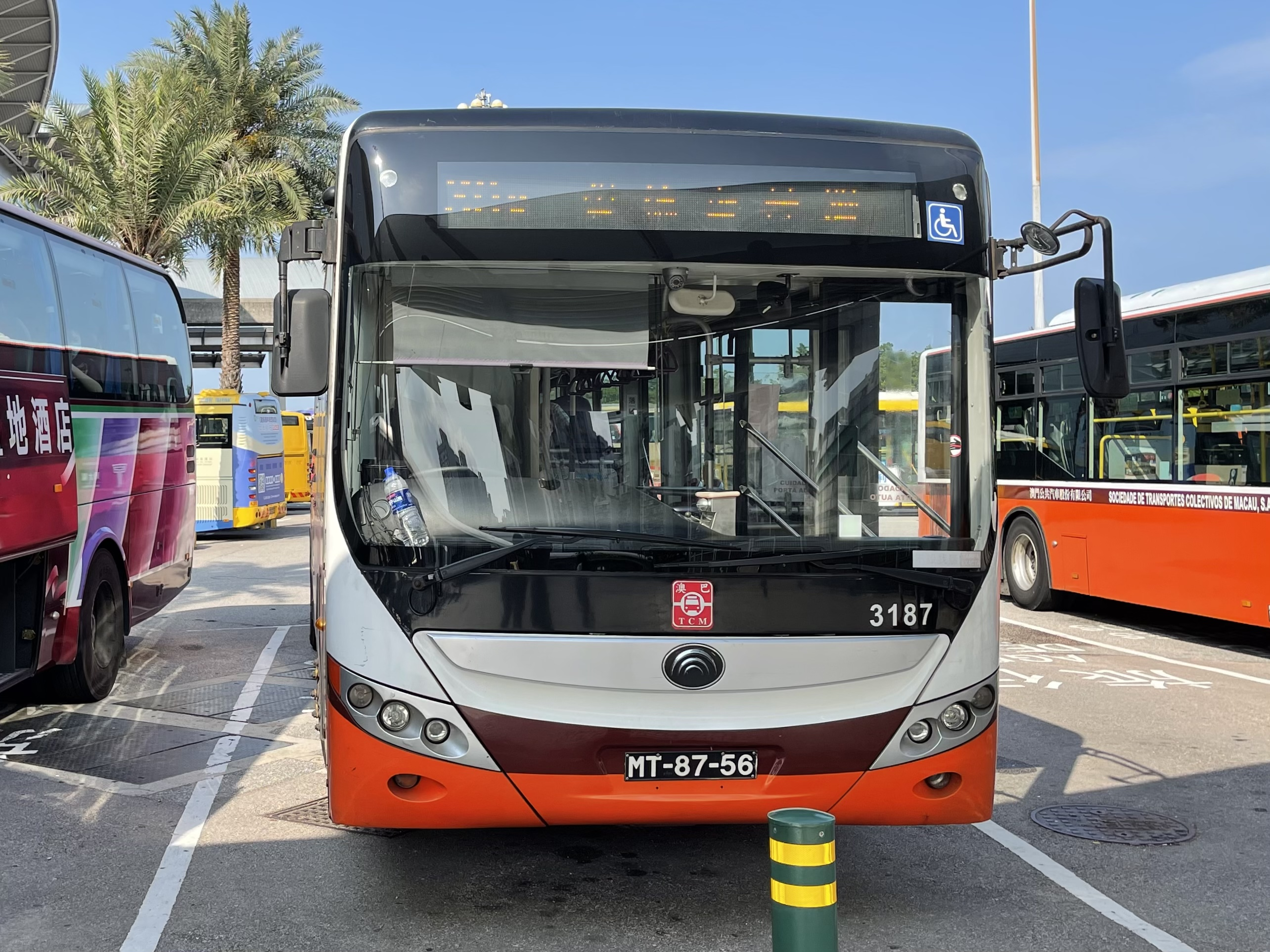
宇通ZK6118HGE
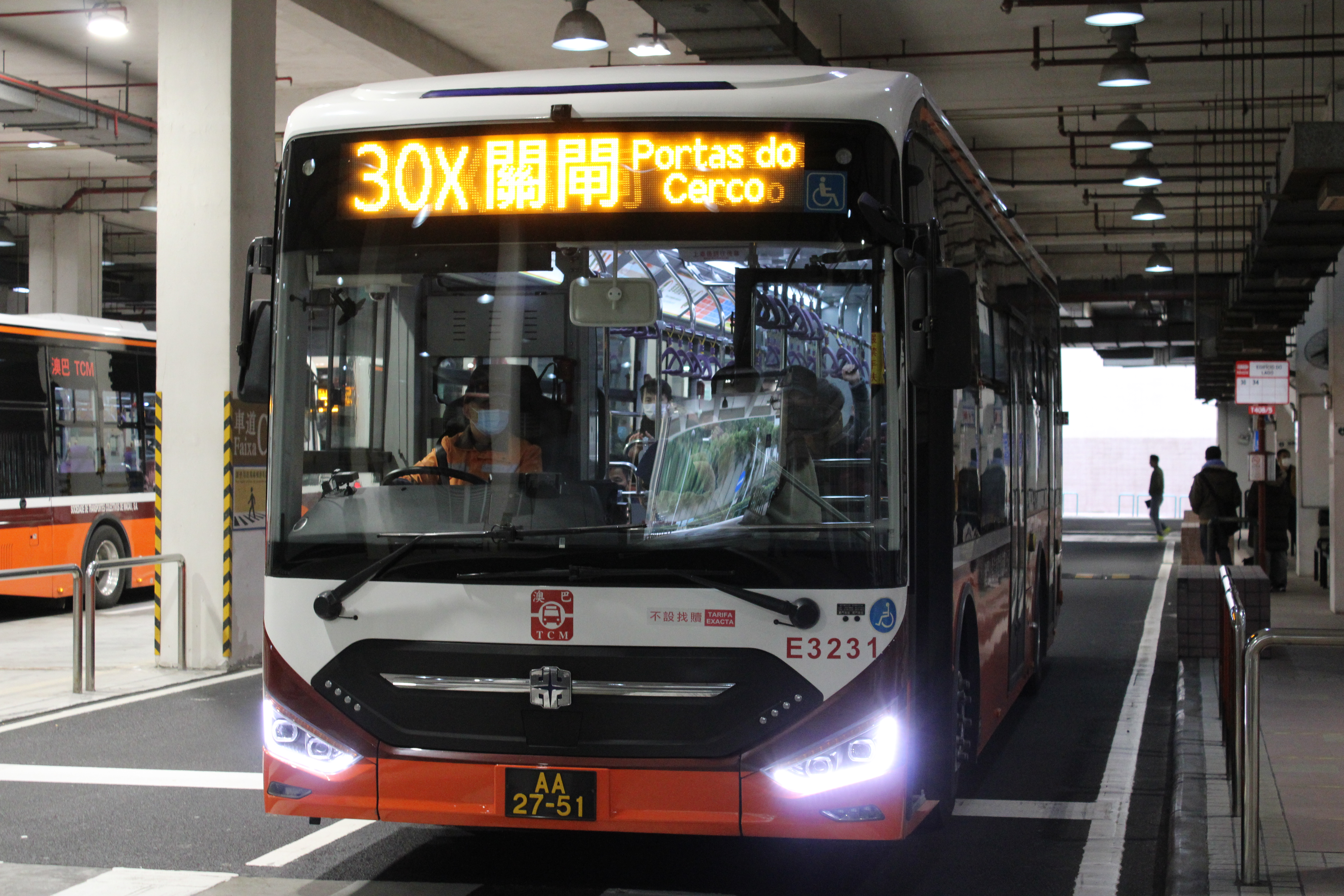
中通LCK6113SHEVG
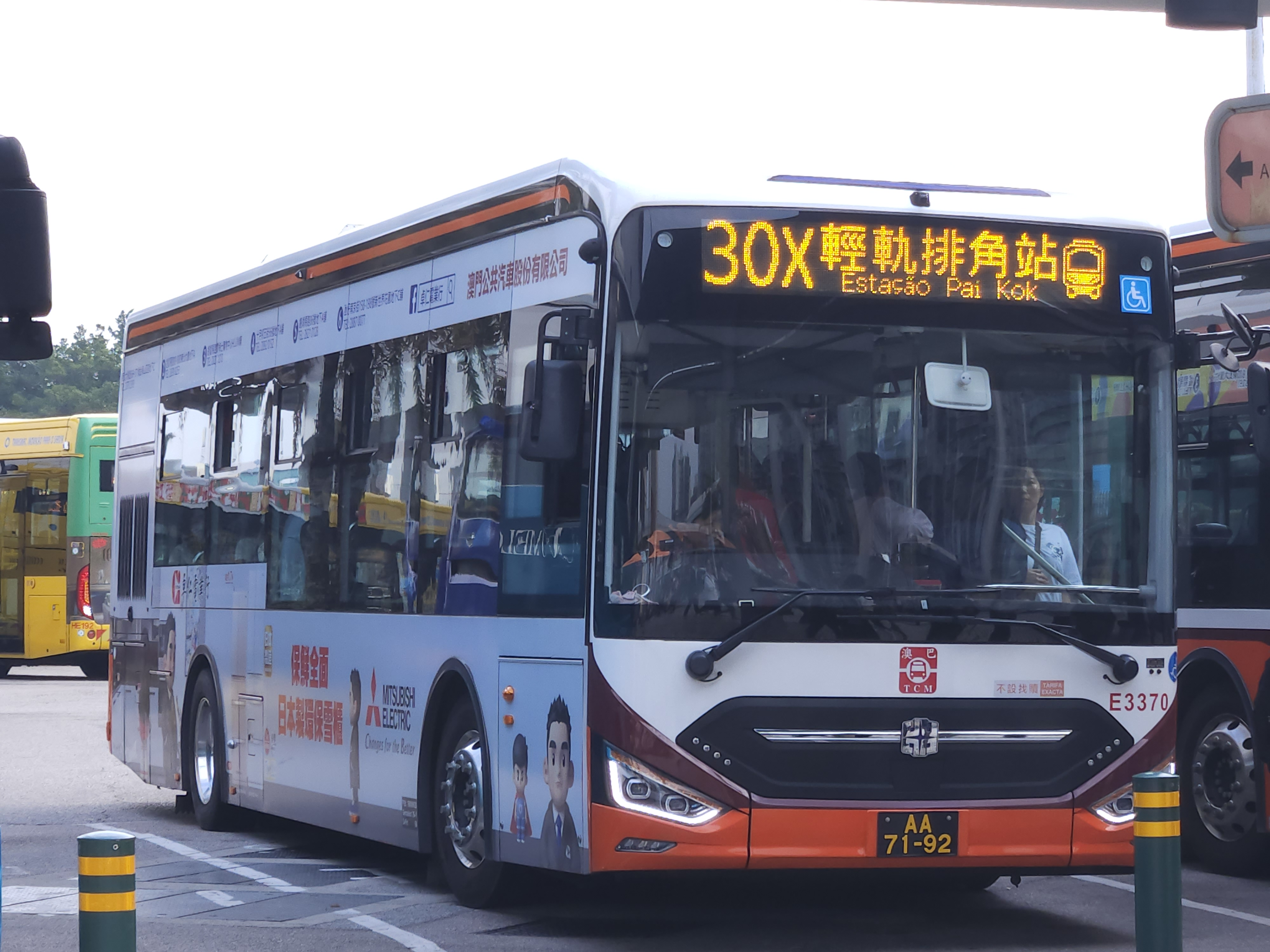
中通LCK6113SHEVG
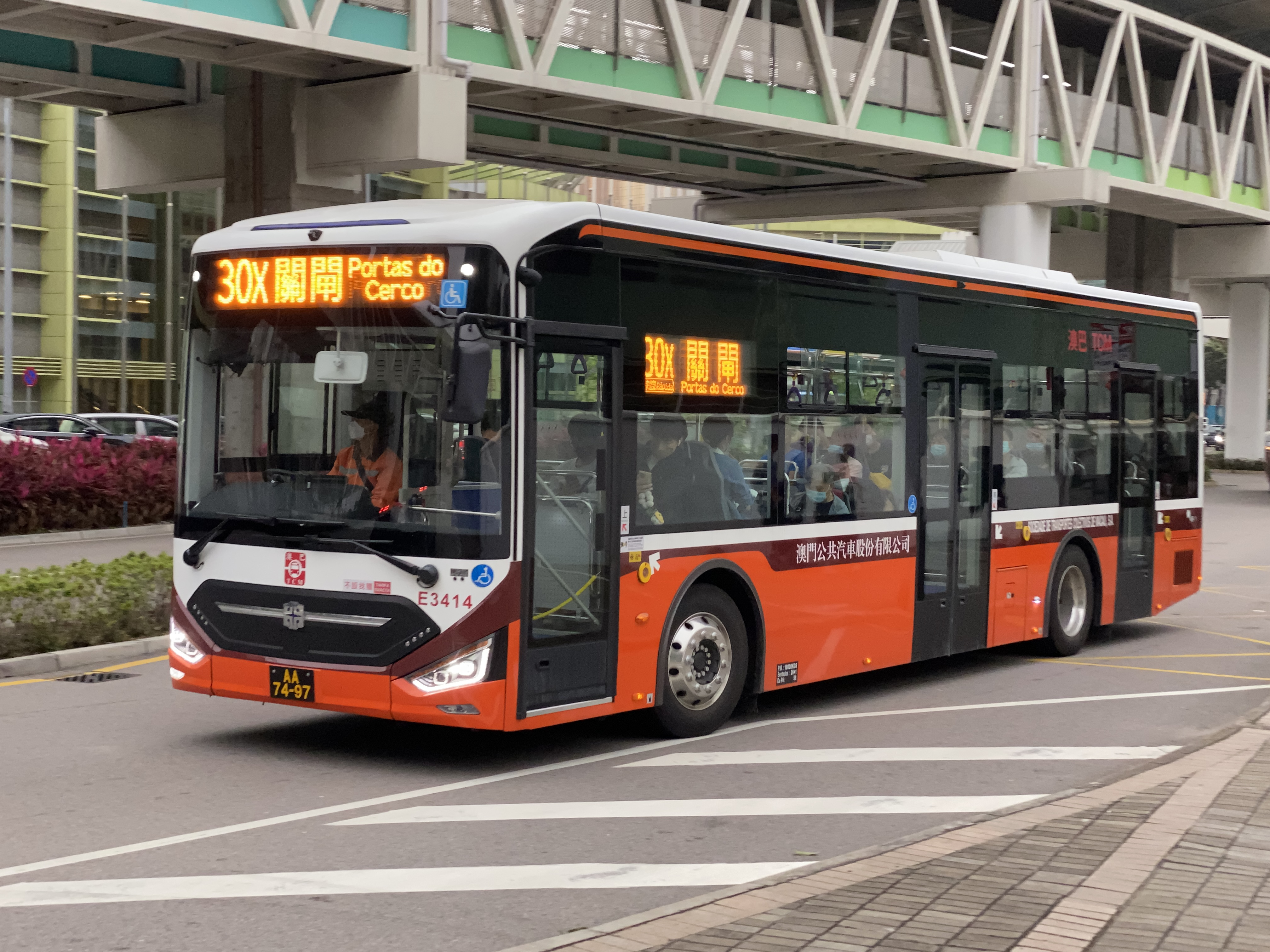
中通LCK6113SHEVG
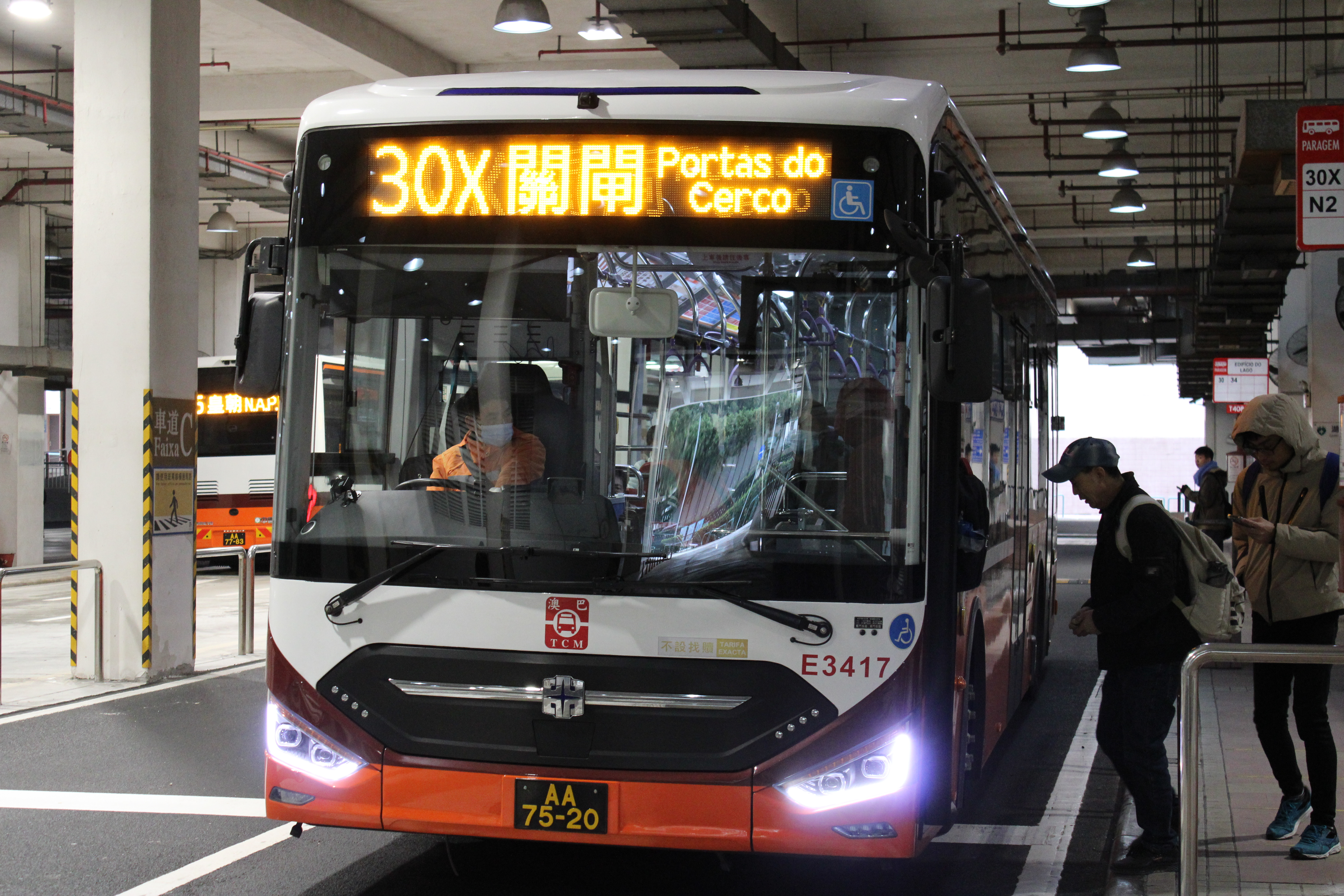
中通LCK6113SHEVG
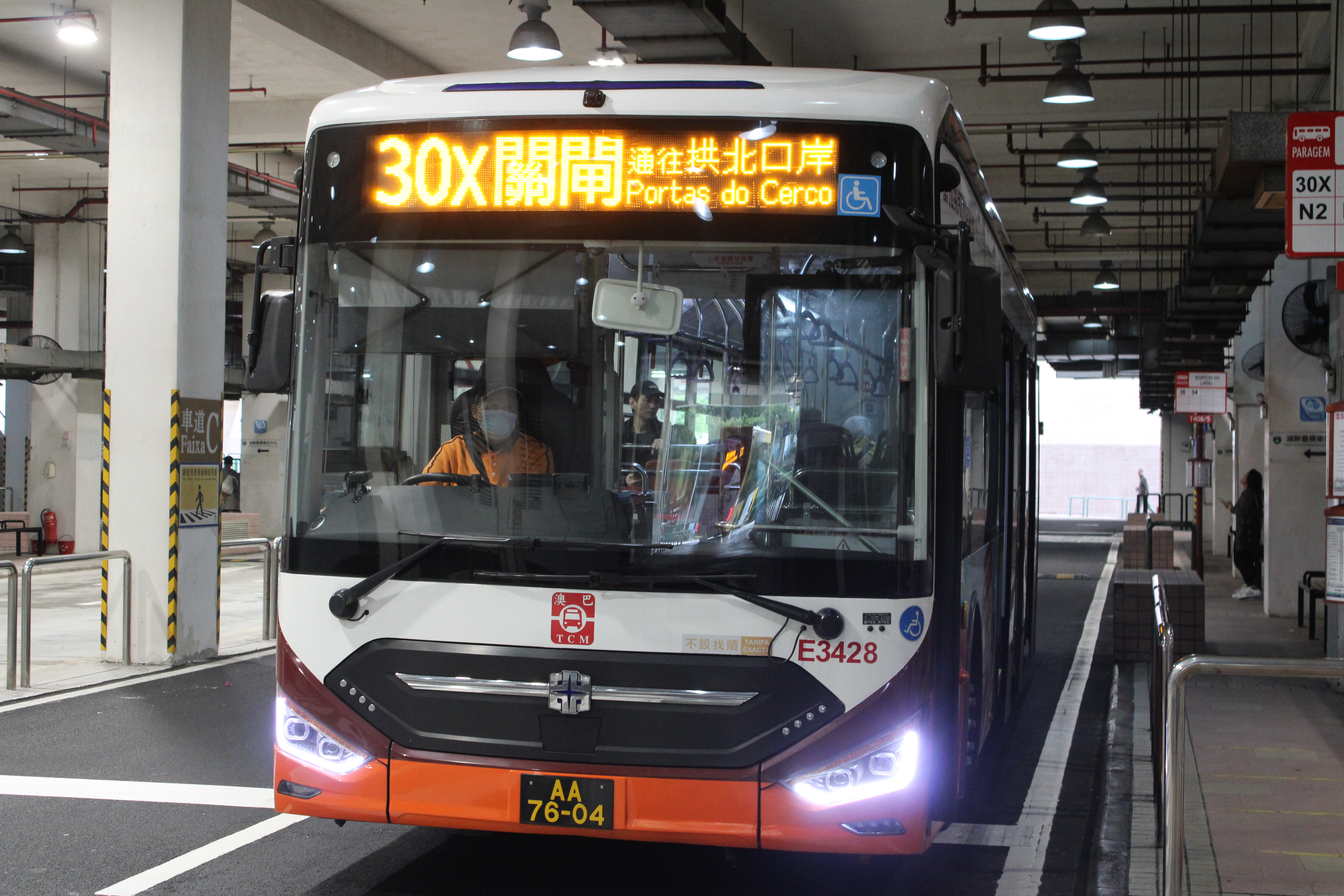
中通LCK6113SHEVG
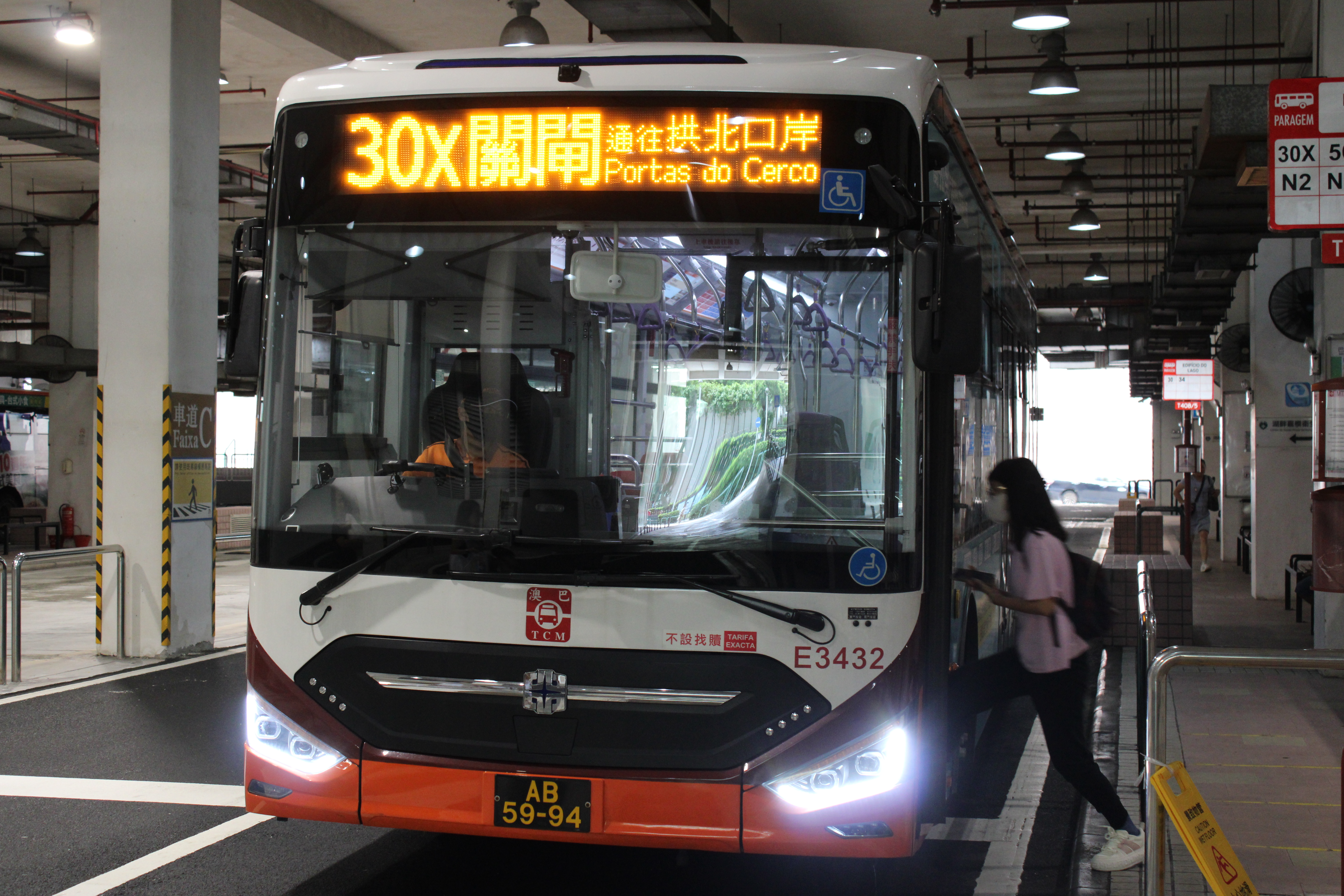
中通LCK6113SHEVG
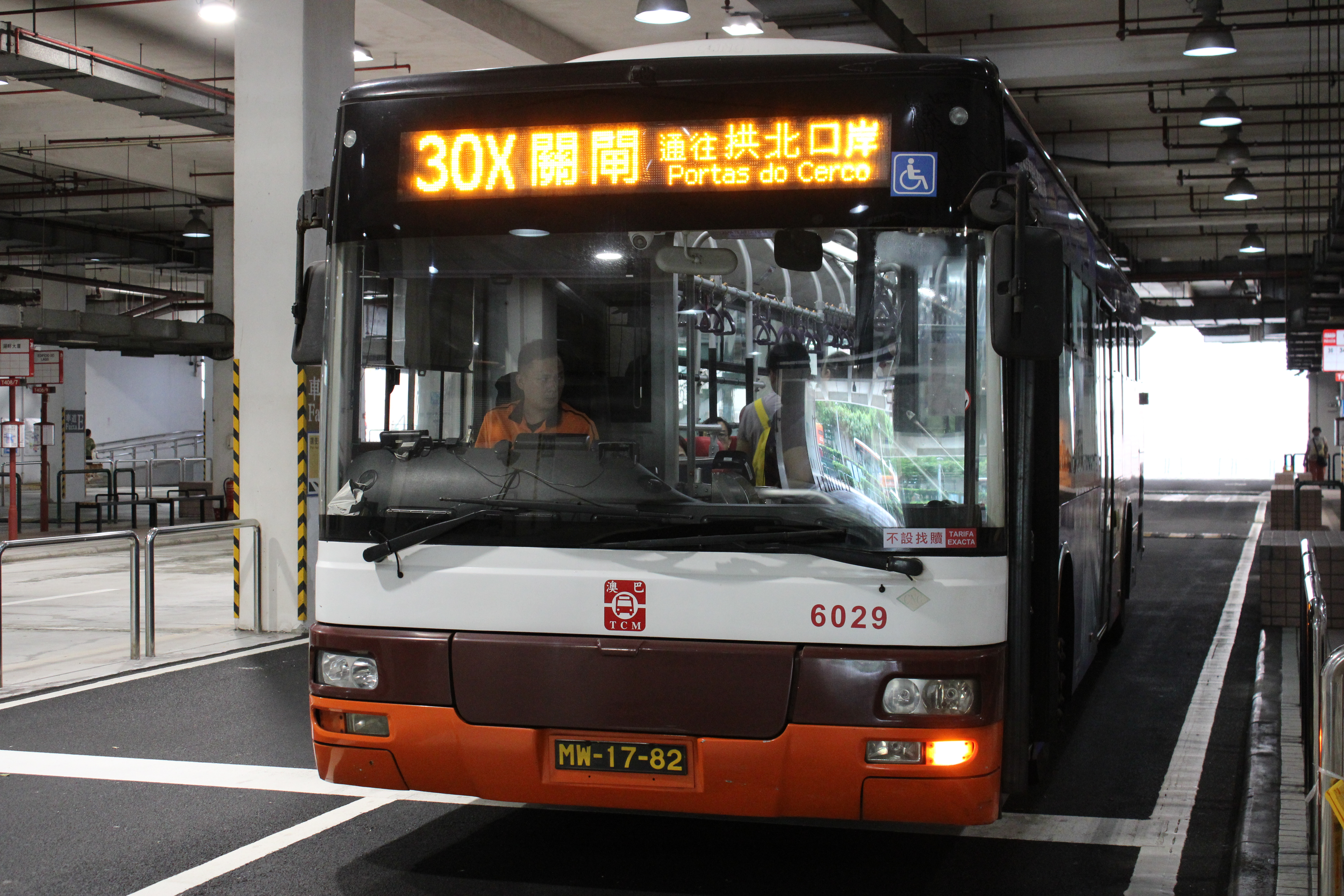
宇通ZK6128HNGE

2022年2月28日起：
- 宇通ZK6118HGE
- 宇通ZK6115HG1
- 宇通ZK6105HG
- 中通LCK6113SHEVG

2022年4月18日起：
- 宇通ZK6118HGE
- 宇通ZK6105HG
- 中通LCK6113SHEVG

2022年5月11日起：
- 中通LCK6113SHEVG

2022年8月9日起：
- 中通LCK6113SHEVG
- 宇通ZK6118HGE

2022年8月15日起：
- 中通LCK6113SHEVG

## 電牌
| 往澳門方向                  | 往澳門方向              | 往澳門方向 |
| 日期                        | 頭牌                    | 圖例       |
| --------------------------- | ----------------------- | ---------- |
| 2017年9月30日前             | 李寶椿街                |            |
| 2017年9月30日至2024年2月8日 | 關閘                    |            |
| 2024年2月9日起              | 關閘 通往拱北口岸       |            |
| 往氹仔方向                  |                         |            |
| 日期                        | 頭牌                    | 圖例       |
| 2021年1月11日前             | 氹仔                    |            |
| 2021年1月11日起             | 望德聖母灣              |            |
| 2022年6月20日起             | 輕軌排角站 （轉頁顯示） |            |

## 路線資料

### 收費
| 收費類別     | 收費類別                      | 收費類別             | 費用 |
| ------------ | ----------------------------- | -------------------- | ---- |
| 現金         | 現金                          | 現金                 | $6.0 |
| 境外支付工具 | 支付寶（內地及香港）          | 支付寶（內地及香港） | $6.0 |
| 境外支付工具 | 雲閃付 非綁定澳門銀聯卡       |                      | $6.0 |
| 境外支付工具 | 微信支付（內地及香港）        |                      | $6.0 |
| 境外支付工具 | 交通聯合 非澳門發行的全國通卡 |                      | $6.0 |
| 境內支付工具 | 澳門通                        | 全民卡               | $4.0 |
| 境內支付工具 | 澳門通                        | 學生卡               | $2.0 |
| 境內支付工具 | 澳門通                        | 長者卡               | 免費 |
| 境內支付工具 | 澳門通                        | 殘疾卡               | 免費 |
| 境內支付工具 | 聚易用＋                      | 聚易用＋             | $4.0 |

### 服務時間及班距
| 服務時間                      | 星期一至六              | 星期日 （含強制性假期） |
| ----------------------------- | ----------------------- | ----------------------- |
| 關閘東側上落客區              | 06:30-10:00 15:00-20:00 | 停駛                    |
| 班距                          | 6-8分鐘                 | 停駛                    |
| 懸掛8號風球後30分鐘開出尾班車 |                         |                         |

### 路線停站
| 30X  | 關閘 ↺ 望德聖母灣 | 關閘 ↺ 望德聖母灣          | 關閘 ↺ 望德聖母灣  |
| 序號 | 循環線            | 循環線                     | 循環線             |
| 序號 | 站號              | 站名                       | 輕軌站／出入境口岸 |
| 1    | M248              | 關閘東側上落客區           | 關閘邊檢大樓       |
| 2    | T342              | 高勵雅馬路                 |                    |
| 3    | T409              | 湖畔公園                   |                    |
| 4    | T313              | 氹仔茵景園                 |                    |
| 5    | T367              | 望德聖母灣馬路／連貫公路   |                    |
| 6    | T365/1            | 排角／銀河                 | 排角站             |
| 7    | T361              | 運動場／賽馬會             | 運動場站           |
| 8    | T412              | 氹仔中央公園／成都街       |                    |
| 9    | T352              | 廣東大馬路／濠景           |                    |
| 10   | T332/2            | 南新花園                   | 馬會站             |
| 11   | T325/3            | 華寶花園                   |                    |
| 12   | T339/4            | 花城公園                   |                    |
| 13   | T408/6            | 湖畔大廈                   |                    |
| 14   | T343              | 海灣花園／海城閣           |                    |
| 15   | M64               | 黑沙環新街／南華           |                    |
| 16   | M206/2            | 黑沙環新街／建華           |                    |
| 17   | M226              | 勞動節街／中葡職業技術學校 |                    |
| 18   | M236              | 黑沙環中街／黑沙環衛生中心 |                    |
| 19   | M248              | 關閘東側上落客區           | 關閘邊檢大樓       |

## 圖片集

### 新時代時期
- 宇通ZK6128HGE

### 澳巴時期
- 宇通ZK6115HG1
- 宇通ZK6115HG1
- 宇通ZK6105HG
- 宇通ZK6118HGE
- 宇通ZK6118HGE
- 中通LCK6113SHEVG
- 中通LCK6113SHEVG
- 中通LCK6113SHEVG
- 中通LCK6113SHEVG
- 中通LCK6113SHEVG
- 中通LCK6113SHEVG
- 宇通ZK6128HNGE

## 外部連結
- （繁體中文）澳門公共汽車股份有限公司（官方網站） （页面存档备份，存于）